# Fukuda Denshi Arena
Het Fukuda Denshi Arena (Japans: フクダ電子アリーナ) is een multifunctioneel stadion in Chiba, een stad in Japan. Het wordt ook kortweg Fuku-Ari genoemd. Het stadion heette eerder Chiba City Soga Ballpark.
De bouw van het stadion begon in december 2003 en duurde tot september 2005. Het kostte in totaal 8,1 miljard Japanse yen. De opening vond plaats op 16 oktober 2005 met een wedstrijd tussen JEF United Chiba en Yokohama F.Marinos. Bij de bouw was het architectenbureau Nihon Sekkei betrokken.
In het stadion is plaats voor 19.781 toeschouwers. Het record werd behaald op 19 september 2010, er waren toen 18.031 toeschouwers aanwezig bij de wedstrijd tussen JEF United Chiba en Kashiwa Reysol. Het stadion wordt vooral gebruikt voor voetbalwedstrijden, de voetbalclub JEF United Chiba maakt gebruik van dit stadion. Ook het nationale elftal van Japan maakt soms gebruik van dit stadion voor internationale wedstrijden.